# 始王獸
始王獸（Eobasileus）是恐角目下已滅絕的哺乳動物。
始王獸長3米，站立時肩高1.5米，外觀很像同科的猶因他獸。牠像猶因他獸般頭上有三對頓角，角上可能有皮膚覆蓋。最前的一對角可能是由角質素組成，像犀牛的角般。始王獸亦有一對尖牙，被下顎的骨質突所保護。